# Поверхня плинності
Пове́рхня пли́нності (англ. yield surface) — графічне представлення умови прояву пластичності (границі плинності) у вигляді поверхні (циліндра, призми, конуса тощо, залежно від виду критерію, покладеного в основу умови) у просторі головних напружень {\displaystyle \sigma _{1},\sigma _{2},\sigma _{3}} вісь якої однаково нахилена до координатних осей (інша назва — поверхня пластичності, поверхня навантаження).

## Простір головних напружень

Поверхні плинності, що відповідають критеріям Губера—Мізеса (циліндрична поверхня - Von Mises Yield Surface) і Треска (призматична поверхня - Tresca Yield Surface)

Криві плинності, що відповідають критеріям Губера—Мізеса (еліпс) і Треска (шестикутник)

Простір напружень визначається системою координат, у яких мірою відстаней уздовж їх осей беруться значення напружень. У просторі головних напружень (просторі Хейга-Вестергаарда, англ. Haigh–Westergaard stress space) по осях координат відкладаються головні значення тензора напружень (головні напруження). Кожна точка такого простору відповідає деякому напруженому стану. Радіус-вектор будь-якої точки {\displaystyle P(\sigma _{1}}, {\displaystyle \sigma _{2}}, {\displaystyle \sigma _{3})} простору може бути розкладений на дві компоненти, що розташовані уздовж прямої, яка однаково нахилена до осей координат і проходить через їх початок та у площині, яка перпендикулярна до цієї прямої (ця площина має назву {\displaystyle \pi }-площина або девіаторна площина). Компонента, що спрямована уздовж осі, для якої виконується умова {\displaystyle \sigma _{1}=\sigma _{2}=\sigma _{3}}, представляє гідростатичний тиск, а компонента у {\displaystyle \pi }-площині — девіаторну частину напруження, що описується рівнянням {\displaystyle \sigma _{1}+\sigma _{2}+\sigma _{3}=0} .

## Означення поверхні плинності
У просторі напружень умови досягнення границі плинності визначають деяку поверхню, що має назву поверхня плинності. Якщо прийняти, що умова плинності не залежить від гідростатичного напруження всебічного стискання, то відповідні поверхні плинності будуть мати форму циліндричної поверхні, з твірною, паралельною до рівнопохилої осі. Точки простору напружень, що лежать всередині циліндричної поверхні плинності, відповідають пружному стану, а точки, що лежать на цій поверхні, представляють початковий пластичний напружений стан. Координати кожної точки поверхні плинності дають поєднання головних напружень, що викликає початок пластичного деформування. Слід перетину поверхні площинами представляє криву плинності.
Продовження навантажування після досягнення початкової границі плинності приводить до пластичного деформування, яке може супроводжуватись зміною початкової поверхні плинності. Якщо матеріал вважається ідеально пластичним, то поверхня плинності його у процесі пластичного деформування не змінюється і початкова умова пластичності зберігається. Зі збільшенням границі плинності σТ, наприклад внаслідок зміцнення, поверхня плинності розширюється.